# 李書文
李書文（り しょぶん、Li Shuwen、1864年 - 1934年）は、中国・河北省滄州市塩山県出身の中国武術家。字は同臣。李氏八極拳の生みの親。

## 人物と来歴
武術の郷と名高い滄州の貧しい農民の家に生まれた。生活苦のため劇団に入ったが、足に重傷を負い家に帰されることになった。故郷に戻った李書文少年は、武術を学ぶことを決心し、黄四海、張景星、金殿臣（蘇昱彰の教則ビデオでは金殿陞 ）より八極拳を、黄林彪より劈掛掌を学んだ。昼夜を問わず練習に没頭し、急速に実力をつけた李書文は、師や兄弟子からも一目置かれるようになっていった。練習の際、誰に対しても容赦がなく、常に対戦相手に怪我をさせ、殺傷してしまうこともあったため、李狠子とあだ名された。
小柄で痩身だったが、その体格・外見に似合わぬ怪力の持ち主だったと言われる。燕京一の力自慢が李書文に力比べを申し込んだ際、李は長さ三尺の鉄棒を石壁に突き刺しこれを抜くよう言ったところ、男は半日にかけて棒と格闘するも終に抜く事は出来なかったという。また得意技・猛虎硬爬山の鍛錬においては、重さ100kg以上もある石製のローラーを、2m余りの段差がある畑の上階へ投げ上げていたと伝えられる。
袁世凱が天津で兵站訓練を行った際、近隣の著名な武術家を教師として招いたが、師の黄四海は老齢を理由に弟子の李書文を推薦した。李書文は師の代わりに天津に赴き、兵士を教練するかたわら、他の武術家と交流を持った。
この時、会長に李瑞東（太極拳）、副会長に馬鳳図（通備拳）を据えて設立された武術家の団体中華武士会に、李書文も八極拳の実力派として参加した。（この時の李瑞東との交流により少林拳の金剛八式が八極拳に採用されたと言う説があり、李瑞東伝の太極拳には金剛八式が伝わっている）
李書文と交流を持った他武術家としては、張占魁（形意拳）、張景星（八極拳）、郝恩光（形意拳）、強瑞清（八極拳）、馬英図（劈掛拳・八極拳）などがいる。
実子のなかった李書文は、甥を養子としてもらい育て（李萼堂は甥ではなく実子であると李萼堂の息子、李志成は証言している）武術を教えた。（軍事力の必要性が高まる時勢の中、地方軍閥の将軍に高く評価されていた李書文は、軍事・武術教練として各地に招聘された。1925年には李景林将軍に招かれ、弟子の霍殿閣と共に部隊の武術教官に赴任し、1926年には沈鴻烈に招かれて、子のzh:李萼堂や魏鴻恩らを伴って山東省へ赴くなどした。
中国各地でその高い実力を知られるようになると、滄州の一流派でしかなかった八極拳は、李書文の名声と共に有名になっていった。
数々の武勇伝（一部後述）に示されるように非常に気性の激しい人間として知られ、晩年は「凶拳李」と呼ばれ恐れられたという。また劉雲樵も李書文の弟子であった頃、(李書文の気性の激しさから）殺されるかと思ったことが何度もあったと述べている。
しかし家族は「あまり怖いと思ったことはなかった」と述べており、家族や身内に対しては優しい人物であったと推察されている。大変迷信深い一面もあり、写真などその容姿を直接的に示す資料は一切残されていないとされているが、実孫に当たる李志成がパソコンで作らせた書文とされる写真が存在している。（蘇昱彰が大陸に残っていた古老に確認を取ったところほぼ正しいらしいと八極螳螂のHPに書いている。劉老師が生きているうちに確認出来なかったのは残念だと述べている）
晩年の李書文は子供好きで、子供たちに武術を教えた。近所の子供たちからは「把式爺爺（武術のお爺さん）」とあだ名されていた。
弟子には、開門弟子たる霍殿閣（後に、 愛新覚羅溥儀のボディガードとなる）を始め、長男・東堂、次男・萼堂、三男・義堂の三人の息子、娘婿の孟顕忠、中華民国総統府侍衛隊の武術教官であった劉雲樵（関門弟子）、張驤伍、張立堂らがいる。
武術としては、生涯にわたって槍術（六合大槍）を重視し、拳術や他の武器術を軽視する傾向があった。毎朝起きると必ず槍を練習した。実戦主義であり、動作の大きい見た目だけの技法は、花法套子（華やかだが実戦に使えない技・型）として認めず、招法に重きをおいて、套路を重視しなかった。このため、李書文の八極拳は質実剛健な風格で実戦的として知られた。
八極拳の伝承について、霍殿閣には書文が師から受け継いだものをありのまま伝え、劉雲樵には書文の長年の経験により纏めたものを伝えたとされる。李書文の八極拳は、李氏八極拳と呼ばれ、直系としては孫の李志成に引き継がれている。一番弟子の霍殿閣の八極拳は、現在では霍氏八極拳と呼ばれ、一流を成している。

## 武勇伝
真剣勝負に於いては負け知らずであったと言われ、その強さに関する様々なエピソードが残されている。山東省で「鉄頭王」と呼ばれた武術家との果し合いにおいては、「あなたは私を三回打って良い、その後に私が一度だけ打つ」と言い放ち、怒った鉄頭王が渾身の力で書文を三度打つもびくともせず、その後に書文が脳天に掌打を打ち込むと、相手の頭は胴に沈み即死したという。また北京にて行われたある武術家との試合では、決め技の前の牽制の突きだけで相手を打ち殺してしまい、逮捕されぬよう慌てて滄州へ帰ったと言われている（劉雲樵のインタビューでは、仲良くなった武術家と武術談議に花が咲き、技を説明しようとごく軽く牽制の一撃を入れたら相手が即死してしまったと話している。）
このように、殆どの対戦相手を牽制の一撃のみで倒したことから「二の打ち要らず、一つあれば事足りる」と謳われた。弟子にも「千招有るを怖れず、一招熟するを怖れよ（多くの技を身に付けるより、ひとつの優れた技を極めよ）」と説いている。八極拳の槍術・六合大槍も得意とし、燕京にて槍術の名人をことごとく倒し「神槍」とよばれ、壁に止まっていた蠅を壁を傷つけることなく全て槍で突き落としたという逸話も残されている。

## 最期
1934年6月、天津にて逝去、享年70。
死因に関しては、「試合に負けた武術家の遺族に毒殺された」という説と、「病を患ったまま鍛錬を行い、その後椅子に座ったままの姿勢で死亡した」という説が挙げられている。
弟子の劉雲樵は毒殺されたと確信し犯人を探して回ったが、結局犯人は見つからなかった。家族は、その死因は病死（脳溢血）だったと述べている。

## 末裔（家族）に関する諸説
2006年に出版された書籍『達人 第一巻』(ISBN 9784809405310) 及び『達人 第参巻』(ISBN 9784809405709) において中国の天津へ李書文の末裔を尋ねた記事がある。しかしながら、李書文が晩年を過ごしたという家屋や墓や練習場そして槍や刀剣など、溥儀のボディーガードを育て、軍の客人と扱われた人物の遺したものとするにはあまりにも（正式な弟子である）劉雲樵らの伝えるものとはかけ離れている。末裔たちの証言も証言者によって辻褄が合わない部分が散見されるが、取材した本人も文中にそれをもらしている。また、証言者によって没年月日すら一致しない。

## 関連書籍
- 松田隆智、藤原芳秀『拳児 21巻』小学館、1992年4月。ISBN 978-4091230416。 - 八極拳の漫画で本編に直接は登場しないが、外伝である最終巻・第21巻では李書文の生涯を中心に描かれている。
- 張世忠『八極拳 中国伝統拳の精髄』福昌堂、1998年2月。ISBN 978-4892248436。
- 松田隆智、野上小達『中国伝統開門八極拳―実戦武術の精粋』福昌堂、1986年6月。ISBN 978-4892248627。
- 劉雲樵『八極拳』新星出版社、1985年4月。ISBN 978-4405080591。